# Радолфцел ам Бодензе
Радолфцел ам Бодензе (њем. Radolfzell am Bodensee) град је у њемачкој савезној држави Баден-Виртемберг. Једно је од 25 општинских средишта округа Констанц. Према процјени из 2010. у граду је живјело 30.343 становника. Посједује регионалну шифру (AGS) 8335063.

## Географски и демографски подаци
Радолфцел ам Бодензе се налази у савезној држави Баден-Виртемберг у округу Констанц. Град се налази на надморској висини од 395–675 метара. Површина општине износи 58,6 km². У самом граду је, према процјени из 2010. године, живјело 30.343 становника. Просјечна густина становништва износи 518 становника/km².